# Љешка улица (Београд)
| Љешка улица                      | Љешка улица     |
| -------------------------------- | --------------- |
|                                  |                 |
| Општина                          | Чукарица        |
| Почетак                          | Кировљева       |
| Крај                             | Стевана Бракуса |
| Дужина                           | 1500 m          |
| Ширина                           | око 15 m        |
|                                  |                 |
|                                  |                 |
| Љешка улица у сумрак, март 2019. |                 |

Љешка улица повезује почетак Бановог брда после надвожњака код Аде Циганлије и иде паралелно са централном улицом Бановог брда, Пожешком до Ваљевске улице.

## Име улице
Улица је добила име по Љешу, округу и граду у Албанији који су током Првог балканског рата, 18. новембра 1912. године заузели делови српске Дринске II дивизије и Шумадијско-албанског одреда. У Првом светском рату преко Љеша, током зиме 1915. и 1916. године, прелази већи део српске војске при повлачењу на југ.

## Историја
Улица се нагло развија у другој половини 20. века у периоду када се Чукарица нагло преобразила из скромног радничког насеља са понеком кућом на спрат у модерно градско насеље.

## Љешком улицом
Захваљујући добром транзитном положају у улици су изграђени многобројни објекти попут школа, поште, спортске дворане...
На самом почетку улице са десне стране, на споју са Кировљевом улицом, крајем 20. века саграђена је нова стамбена зграда занимљиве архитектуре.
Настаљајући даље, са леве стране на броју 9, налази се спортска дворана Друштва за физичко васпитање и рекреацију Партизан-Чукарица.
Након тога са леве стране, на броју 11, налази се зграда Управе јавних прихода града Београда, а у истој згради смештена је и Полицијска станица Чукарица, Полицијске управе Београд.
На ћошку са Шумадијским тргом налази се зграда Поште Србије изграђена у духу архитектуре друге половине 20. века.
У улици су измешане и породичне куће и стамбене зграде, а у близини укрштања са улицом Петра Мећаве, на броју 47 налази се Тринаеста београдска гимназија.
То је нова зграда гимназије која је отворена 1964. године, а у овом здању се и данас одржава настава. Увођењем усмереног образовања у наш школски систем гимназија је преименована у Школу за усмерено образовање и васпитање Београдски батаљон. Реформом образовања и враћањем гимназија, школи је 1990. године враћено старо име, Тринаеста београдска гимназија.
Преко пута Гимназије, на броју 82, налази се Хемијско-прехрамбена технолошка школа која своје почетке налази у 1946. години када је при средњој техничкој школи Петар Драпшин основан хемијско-технолошки одсек..
Пре раскрснице са Кијевском улицом у блоку између Љешке, Кијевске и улице Николаја Гогоља налази се ОШ „Филип Кљајић Фића” основана 1961. године, позната по томе што је имала прво клизалиште у Београду.
Преко пута школе, са десне стране улице, налази се једно од пет постројења за пречишћавање воде Београдског водовода, постројење Баново брдо. То је велики центар за пречишћавање подземне воде из рени-бунара који је почео је са радом крајем 1961. године.
И на самом крају улице на споју са улицом Стевана Бракуса са десне стране налази се зграда Института за стандардизацију Србије.

## Суседне улице
Улицу Београдског батаљона пресецају, или се уливају у њу, следеће улице од Кировљеве до улице Стевана Бракуса:
1. Видаковићева
2. Шумадијски трг
3. Светолика Лазаревића Лазе
4. Немировић Данченка
5. Матије Бана
6. Винодолска
7. Петра Мећаве
8. Страшка Пинџура
9. Богољуба Чукића
10. Мирка Поштића
11. Чукаричка
12. Чамџијина
13. Кијевска

## Галерија
- Поглед на цркву Светог Ђорђа из Љешке улице
- Пошта
- Тринаеста београдска гимназија
- Хемијско−прехрамбена технолошка школа
- Институт за стандардизацију Србије